# Apple Writer
Apple Writer — текстовий процесор, створений Полем Лутусом (англ. Paul Lutus) у 1979 році для комп'ютерів Apple II.
У 1984 році він був перейменований в MacWrite. Разом з растровим графічним редактором MacPaint це були революційні програмні продукти для свого часу.